# Union (Maine)
Union es un pueblo ubicado en el condado de Knox en el estado estadounidense de Maine. En el Censo de 2010 tenía una población de 2.259 habitantes y una densidad poblacional de 25,29 personas por km².

## Geografía
Union se encuentra ubicado en las coordenadas 44°13′46″N 69°17′14″O / 44.22944, -69.28722. Según la Oficina del Censo de los Estados Unidos, Union tiene una superficie total de 89.33 km², de la cual 83.27 km² corresponden a tierra firme y (6.78%) 6.05 km² es agua.

## Demografía
Según el censo de 2010, había 2.259 personas residiendo en Union. La densidad de población era de 25,29 hab./km². De los 2.259 habitantes, Union estaba compuesto por el 98.67% blancos, el 0.31% eran afroamericanos, el 0.4% eran amerindios, el 0.04% eran asiáticos, el 0% eran isleños del Pacífico, el 0% eran de otras razas y el 0.58% pertenecían a dos o más razas. Del total de la población el 0.44% eran hispanos o latinos de cualquier raza.